# Arundel
Arundel este un oraș în comitatul West Sussex, regiunea South East England, Anglia. Orașul se află în districtul Arun.

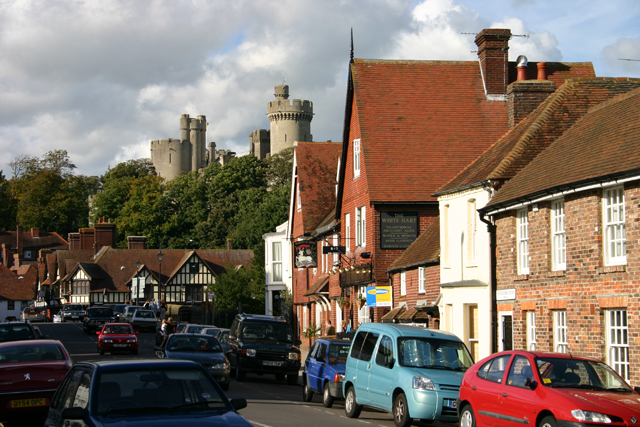
Arundel